# Octave Uzanne

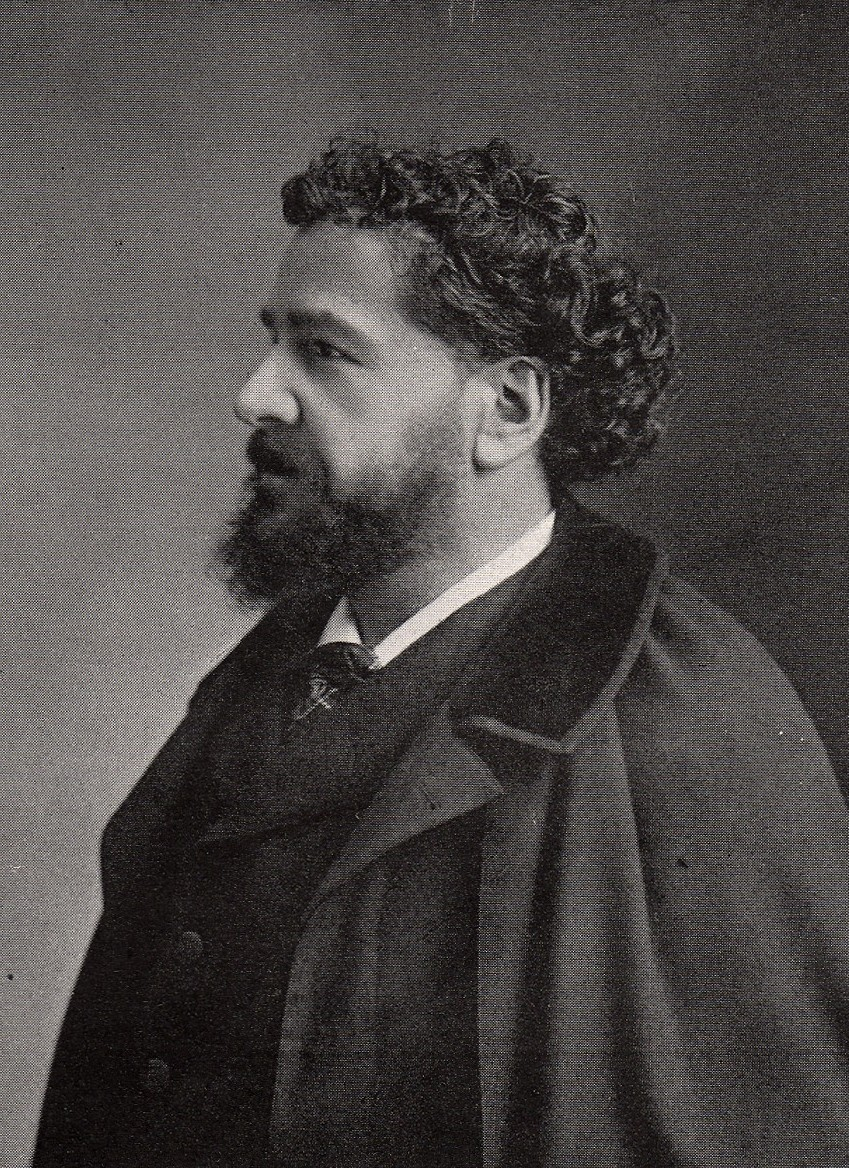
Uzanne nel 1908

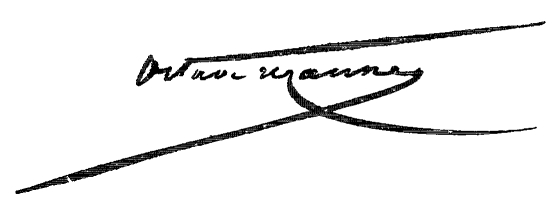
Autografo di Octave Uzanne

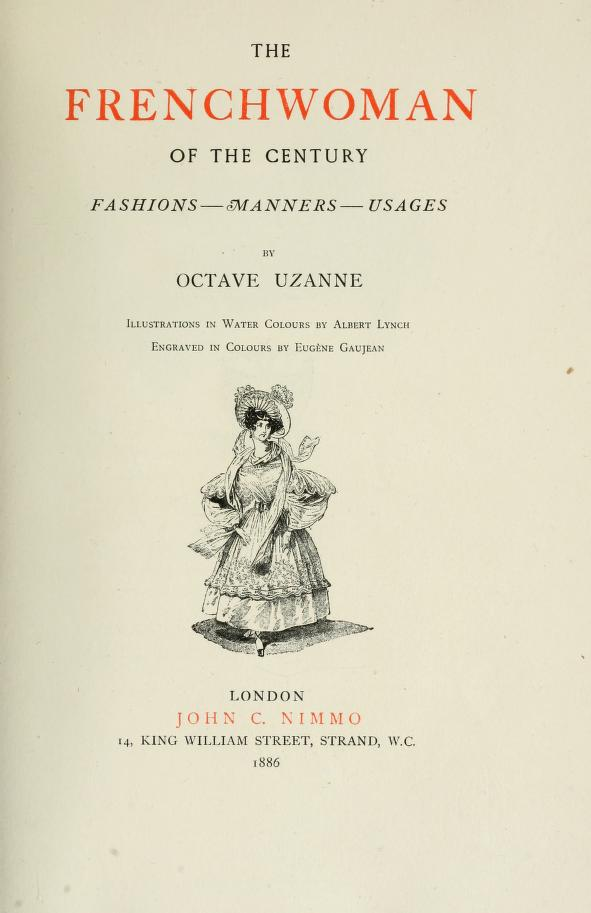
Octave Uzanne, The Frenchwoman of the century; fashions - manners - usages

Octave Uzanne (Auxerre, 14 settembre 1851 – Saint-Claud, 31 ottobre 1931) è stato un giornalista e editore francese Uzanne è noto anche come letterato e bibliofilo.

## Biografia
Figlio di Charles Uzanne e Laurence Octavie Chaulmet, Charles Uzanne è cresciuto in una famiglia di commercianti d'origine savoiarda stabilitisi a Auxerre dopo la Rivoluzione.
Dopo aver seguito gli studi classici al collegio di Auxerre, egli si stabilisce a Parigi per completare i suoi studi di Diritto. In seguito incontra alla Biblioteca dell'Arsenal, lo studioso Paul Lacroix che gli trasmette il gusto per la bibliofilia; si appassiona anche alle arti grafiche del XVIII secolo..
Octave è fratello minore di Joseph Uzanne (1850-1937) che fu giornalista, critico d'arte e membro di Hydropathes.
A partire dall'aprile del 1876, Octave Uzanne collabora al Conseiller du bibliophile (1876-1877) e fonda successivamente quattro riviste: Les Miscellanées bibliographiques (1878-1880) con Édouard Rouveyre, Le Livre : bibliographie moderne (1880-1889), Le Livre moderne : revue du monde littéraire et des bibliophiles contemporains (1890-1891) et L'Art et l'idée : revue contemporaine du dilettantisme littéraire et de la curiosité (1892-1893), queste ultime tre dell'editore Albert Quantin.
Albert Quantin, editore di Octave Uzanne dal 1878 al 1894, è senza dubbio anche un suo caro amico che condivideva con lui la passione per la bibliofilia., Essi pubblicano insieme la rivista bibliografica Le Livre.
Uzanne pubblica alcune opere inedite, con note biografiche e bibliografiche, di numerosi autori come Paradis de Moncrif et Benserade, Caylus e Besenval, Sade, che erano caduti nell'oblio, e degli inediti di Baudelaire.
Nel 1889, con altre 160 persone, fonda la Société des bibliophiles contemporains che successivamente diviene la Société des bibliophiles indépendants, il cui editore più attivo sarà Henri Floury.
Uzanne ha pubblicato anche opere proprie: romanzi, libri fantasy, recensioni di letteratura. Tra i suoi lavori, i più spesso citati, sono quelli che trattano di moda femminile. Sono opere riccamente illustrate a bassa tiratura e prodotte in collaborazione con artisti come Paul Avril e Felicien Rops.
Fra un libro e l'altro, Uzanne viaggia molto: brevi viaggi a Londra o Bruxelles ma nel 1893 compie il giro del mondo. Egli inizia dagli Stati Uniti, Giappone e Ceylon, come riferisce Remy Gourmon
Uzanne è stato uno dei testimoni di Jean Lorrain nel suo duello a Meudon contro Marcel Proust il 6 febbraio 1897.
Frequenta i circoli di Art nouveau, che influenza significativamente, e del Simbolismo; si lega in particolare con Jean Lorrain, Barbey d'Aurevilly, Remy de Gourmont, Albert Robida e con quest'ultimo Uzanne lavora alla stesura di un libro di racconti per bibliofili, che contiene il celebre racconto futuristico intitolato La Fin des livres (1895).
Egli collabora anche con giornali e riviste come La Plume, Le Monde moderne, L'Écho de Paris, La Dépêche de Toulouse, Le Figaro, il Mercure de France.
Uzanne ha trascorso gli ultimi anni della sua vita a Saint-Cloud, sempre circondato dai libri dove i suoi amici fedeli venivano ad: "ascoltare Otave Uzanne mescolare le ceneri ancora tiepide di quel passato che amava".
È stato cremato nel cimitero di Père-Lachaise.

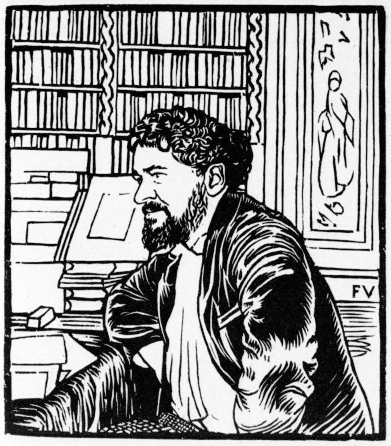
Félix Vallotton, Ritratto di Uzanne

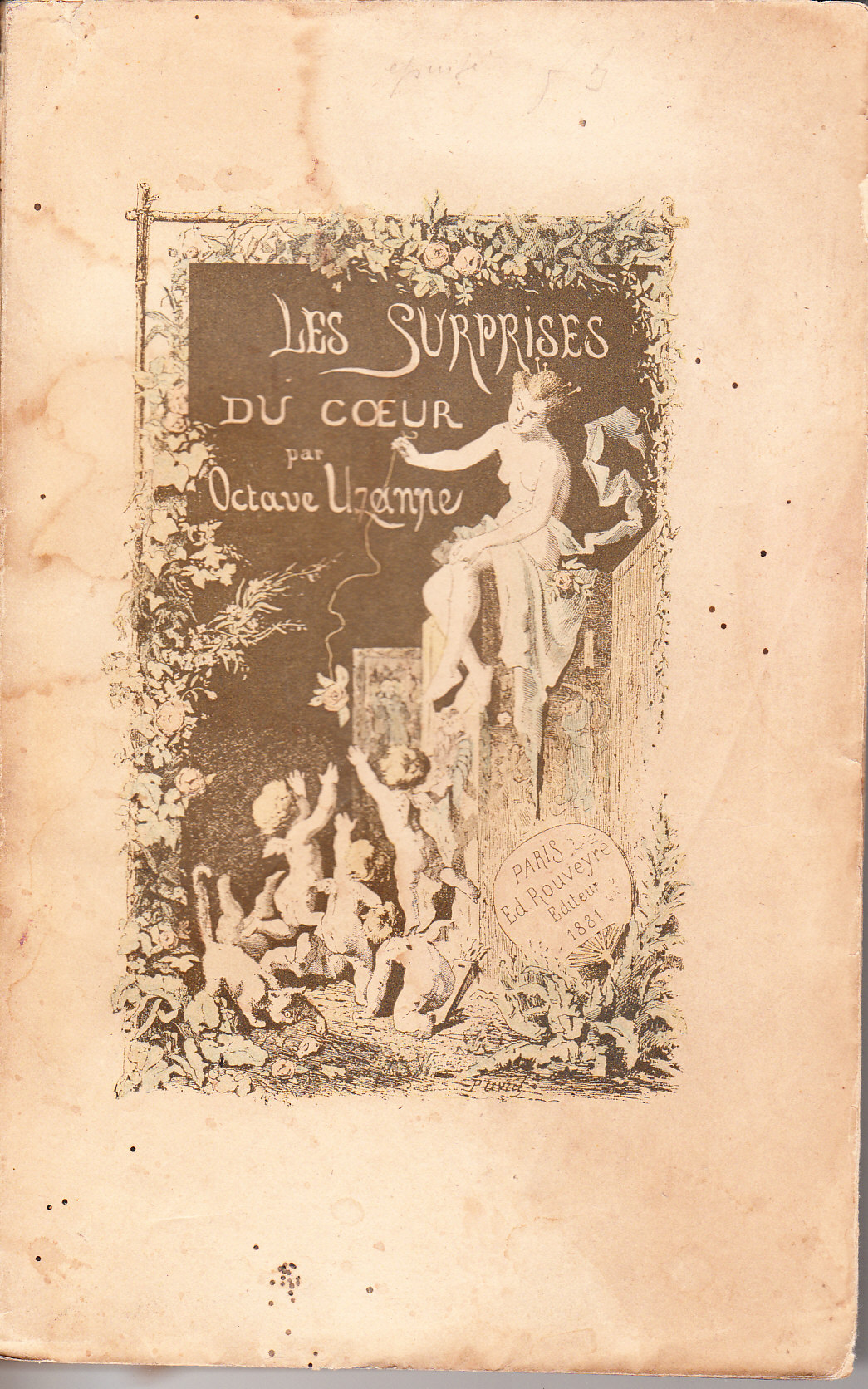
Les Surprises du cœur di Octave Uzanne (1881).

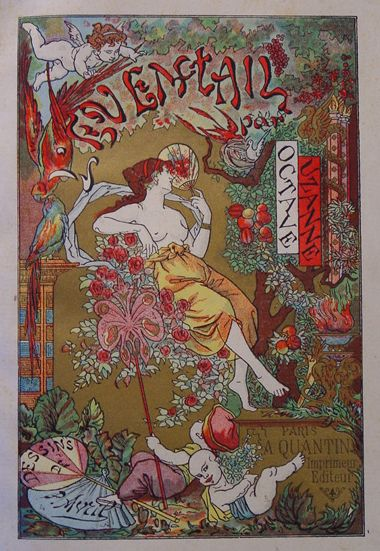
L'Éventail di Octave Uzanne, illustrato da Paul Avril (1882)

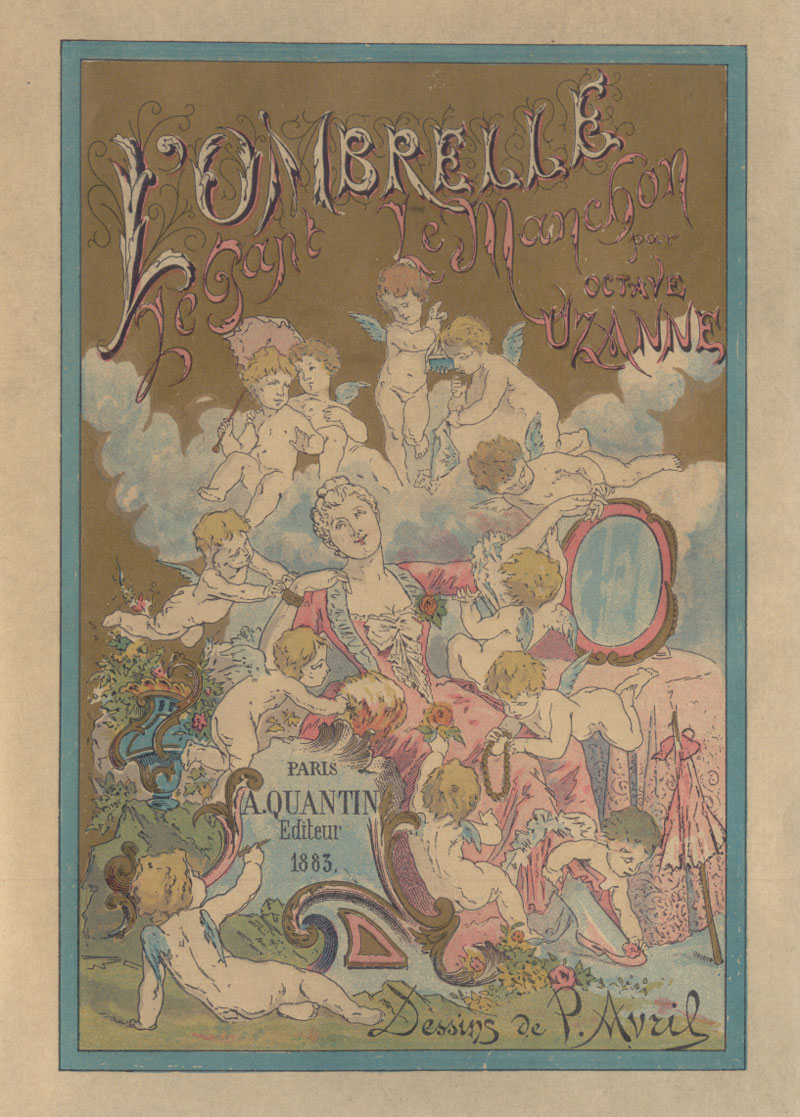
L'Ombrelle, le gant, le manchon di Octave Uzanne, illustrato da Paul Avril (1883)

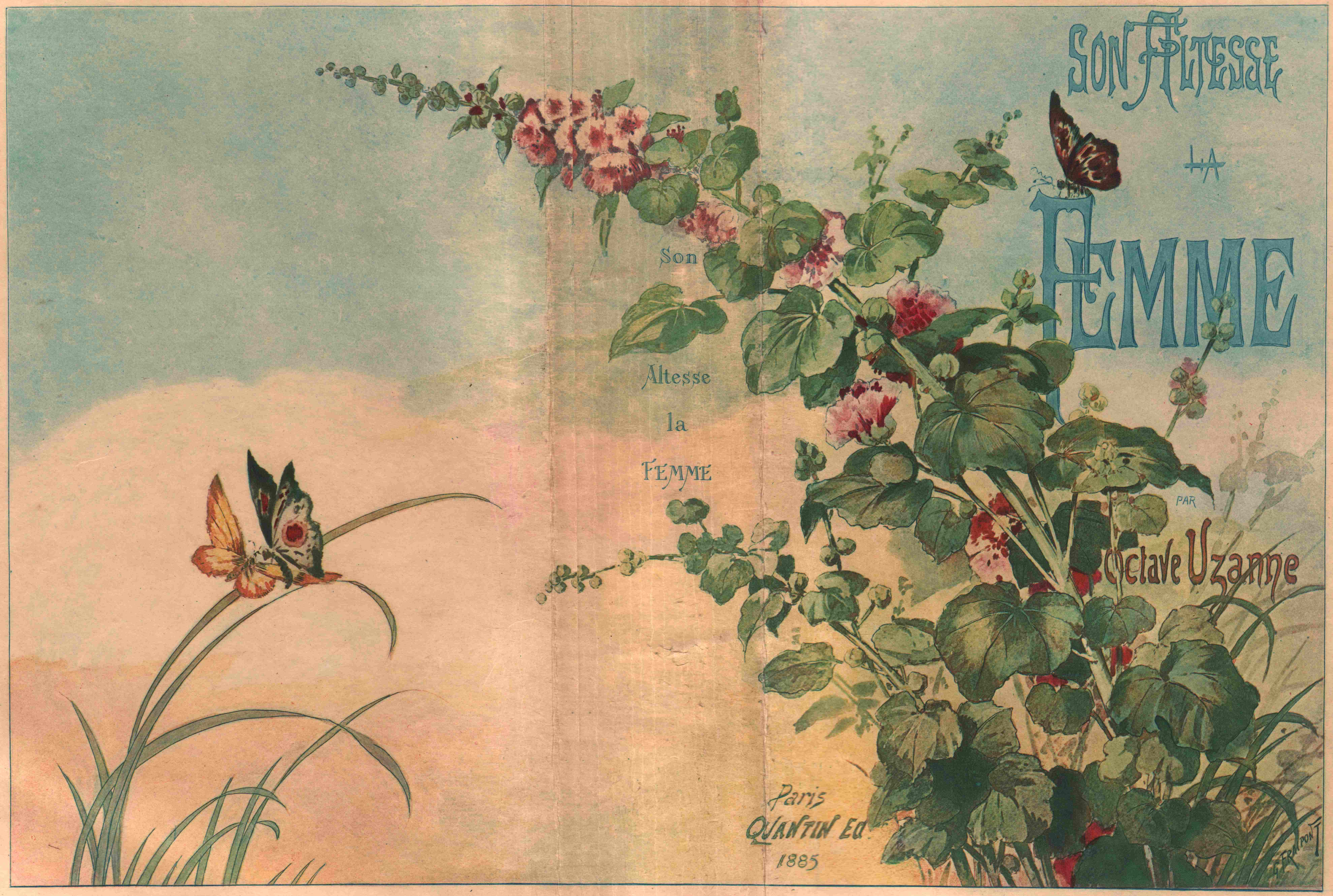
Copertina del libro di Uzanne - Son altesse la femme

## Principali pubblicazioni
- Caprices d'un bibliophile (1878);
- Le Bric-à-brac de l'amour (1879) Gallica.bnf;
- Le Calendrier de Vénus (1880) : Gutenberg Gallica.bnf;
- Les Surprises du cœur (1881), di Adolphe-Alphonse Géry-Bichard;
- L'Éventail (1882), illustration de Paul Avril — Gallica.bnf;
- L'Ombrelle, le gant, le manchon (1883) Gallica.bnf;
- Son altesse la femme, Paris, A. Quentin, 1885, bnf:36585073 .;
- Nos amis les livres. Causeries sur la littérature curieuse et la librairie (1886) — ristampa: L'Échelle de Jacob, Dijon, 2006;
- La Française du siècle : modes, mœurs, usages (1886) Gallica.bnf;
- La Reliure moderne artistique et fantaisiste (1887);
- Le Miroir du Monde, notes et sensations de la vie pittoresque (1888) Gallica.bnf;
- Les Zigzags d'un curieux : causeries sur l'art des livres et la littérature d'art (1888) Gallica.bnf;
- Le Paroissien du célibataire, observations physiologiques et morales sur l'état du célibat (1890);
- L'Art et l'Idée. Revue contemporaine ou Dilettantisme littéraire et de la curiosité (2 volumi, 1892);
- La femme et la mode, métamorphoses de la parisienne de 1792 à 1892 (1892) Paris, Ancienne maison Quantin;
- Physiologie des quais de Paris, du Pont Royal au Pont Sully (1892);
- Les Ornements de la femme : l'éventail, l'ombrelle, le gant, le manchon (1892). Ristampa di L'Éventail et de L'Ombrelle, le gant, le manchon Gallica.bnf;
- Bouquinistes et bouquineurs. Physiologie des quais de Paris du Pont royal au pont Sully (1893) Gallica.bnf;
- Vingt jours dans le Nouveau Monde (1893) Gallica.bnf;
- Parisiennes de ce temps en leurs divers milieux, états et conditions : études pour servir à l'histoire des femmes, de la société, de la galanterie française, des mœurs contemporaines et de l'égoïsme masculin (1894) Ristampa: Mercure de France, 1910. Gallica.bnf;
- La Femme à Paris : nos contemporaines, notes successives sur les Parisiennes de ce temps dans leurs divers milieux, états et conditions (1894). Con copertina di Léon Rudnicki.;
- Coiffures de style : la parure excentrique, époque Louis XVI (1895);
- Contes pour les bibliophiles (1895), con Albert Robida; contiene: « La Fin des livres »Gallica.bnf;
- Voyage autour de sa chambre, 40 Illustrations d'Henri Caruchet, gravées à l'eau-forte par Frédéric Massé, Paris, Pour les Bibliophiles indépendants - Henri Floury (1896);
- Dictionnaire bibliophilosophique, typologique, iconophilesque, bibliopegique et bibliotechnique à l’usage des bibliognostes, des bibliomanes et des bibliophilistins (1896), illustré entre autres par Oswald Heidbrinck;
- Féminies : huit chapitres inédits dévoués à la femme, à l'amour, à la beauté (1896). Con Sibylle Gabrielle Riquetti de Mirabeau, Abel Hermant, Henri Lavedan e Marcel Schwob;
- L'École des faunes, fantaisies muliéresques, contes de la vingtième année : Bric-à-brac de l'amour, Calendrier de Vénus  (1896)
- La Bohème du cœur, souvenirs et sensations d'un célibataire (1896);
- Les Évolutions du bouquin. La nouvelle bibliopolis, voyage d'un novateur au pays des Néo-icono-bibliomanes (1897). Con Henri Patrice Dillon;
- L'Art dans la décoration extérieure des livres en France et à l'étranger : les couvertures illustrées, les cartonnages d'éditeurs, la reliure d'art (1898);
- Almanach de douze sports illustré par William Nicholson, Paris, Société française d'éditions d'art L.-Henry May, 1898;
- Monument esthématique du XIXe siècle : les modes de Paris, variations du goût et de l'esthétique de la femme, 1797-1897 (1898) Gallica.bnf;
- La Panacée du Capitaine Hauteroche (1899) ;
- La Cagoule. Visions de notre heure : choses et gens qui passent, notations d'art, de littérature et de vie pittoresque (1899). Con Henri Patrice Dillon;
- Sports et transports en France et à l'étranger: la locomotion à travers l'histoire et les mœurs (1900);
- L'Art et les artifices de la beauté (1902);
- Les Deux Canaletto, biographie critique (1907);
- Le Spectacle contemporain ; sottisier des mœurs : quelques vanités et ridicules du jour, modes esthétiques, domestiques et sociales, façons de vivre, d'être et de paraître, bluffs scientifiques et médicaux, évolution des manières, de l'esprit et du goût (1911);
- Le Célibat et l'amour : traité de vie passionnelle et de dilection féminine (1912) Gallica.bnf;
- Jean Lorrain : l'artiste, l'ami, souvenirs intimes, lettres inédites (1913) Gallica.bnf;
- L'Angleterre Juive - Israël chez John Bull (1913) con lo pseudonimo di Théo-Doedalus;
- Instantanés d'Angleterre : Londres et sa vie sociale, spectacles mondains, sportifs et militaires, l'art et les artistes, types populaires, la femme à Londres, mœurs britanniques, paysages et pèlerinages (1914);
- Barbey d'Aurevilly (1927) ;
- Les Parfums et les fards à travers les âges (1927).

### Riviste
- Miscellanées bibliographiques (1878-1880). Con Édouard Rouveyre;
- Le Livre, revue du monde littéraire, archives des écrits de ce temps, bibliographie moderne (1882-1889);
- Le Livre moderne, revue du monde littéraire et des bibliophiles contemporains (1890-1891);
- L'Art et l'Idée (1892).